# Oxalis acuminata
Oxalis acuminata är en harsyreväxtart som beskrevs av Schlecht.. Oxalis acuminata ingår i släktet oxalisar, och familjen harsyreväxter. Inga underarter finns listade i Catalogue of Life.